# 托斯卡纳艳阳下 (书)
《托斯卡纳艳阳下》（Under the Tuscan Sun: At Home in Italy）是美国作家芙蘭西絲·梅耶思（Frances Mayes）1996年所写的书，2003年由导演奥黛丽·威尔斯（Audrey Wells）拍摄为电影《托斯卡纳艳阳下》。截至2016年，該小說已經被翻譯成54個不同語言的版本。